# باد كرويتسناخ
باد كرويتسناخ (بالألمانية: Bad Kreuznach) هي بلدة ألمانية تقع في ألمانيا في راينلند بالاتينات. يقدر عدد سكانها بـ 43,880 نسمة .

## المدن التوأمة
مدن نويروبين، بورغ أون بريس وكريات موصقين هي مدن توأمة لـباد كرويتسناخ.

## معرض صور

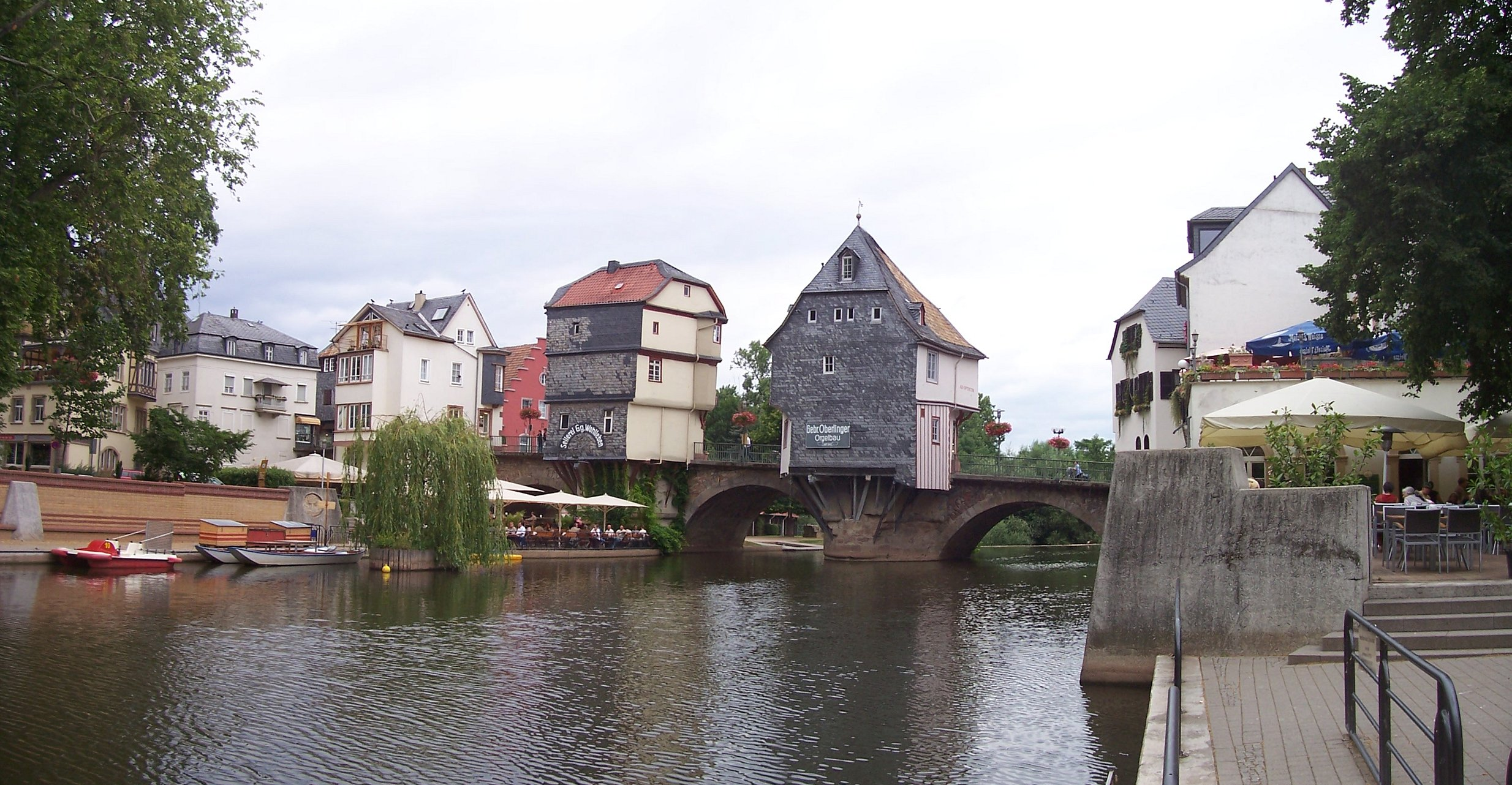
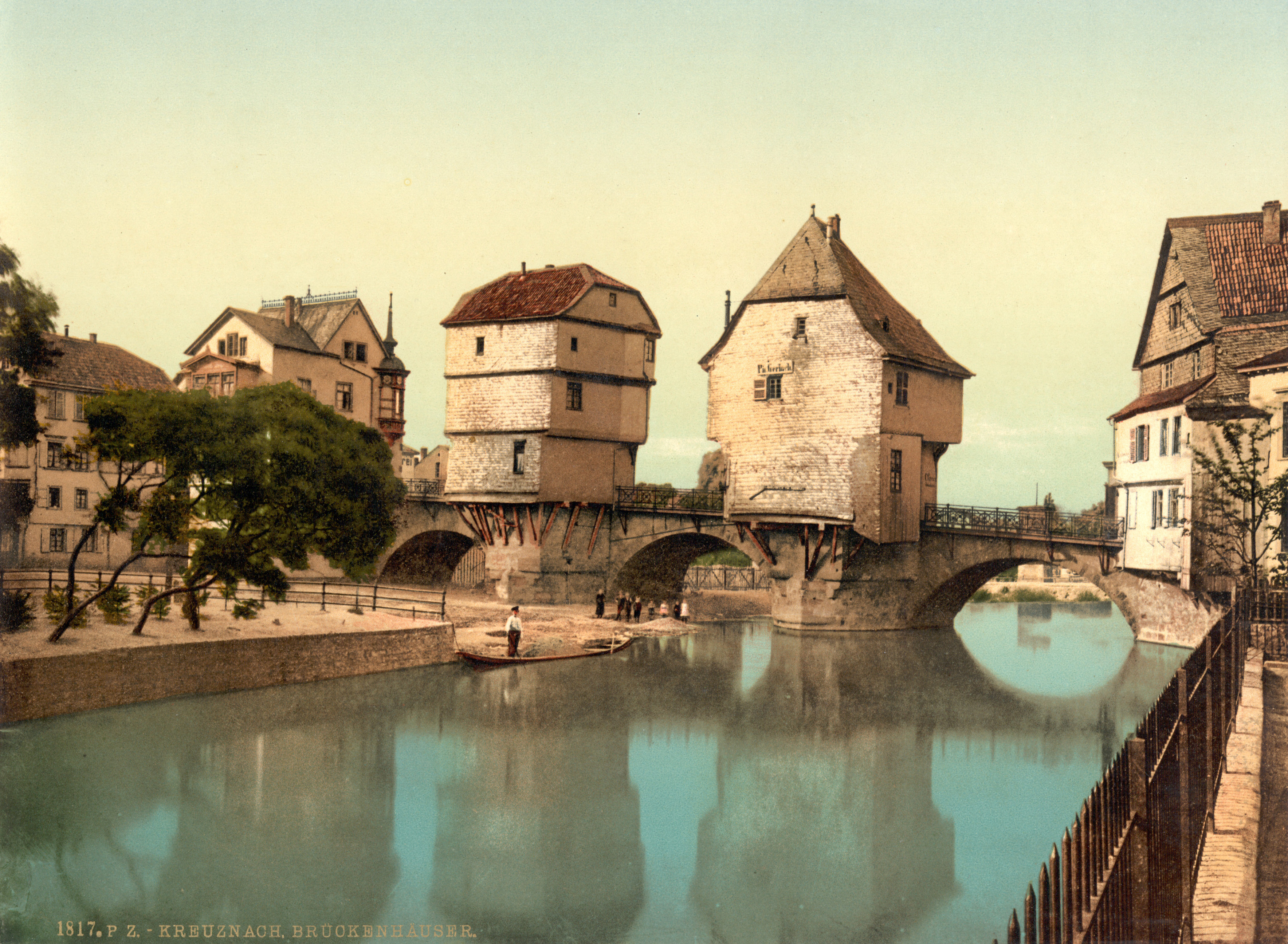
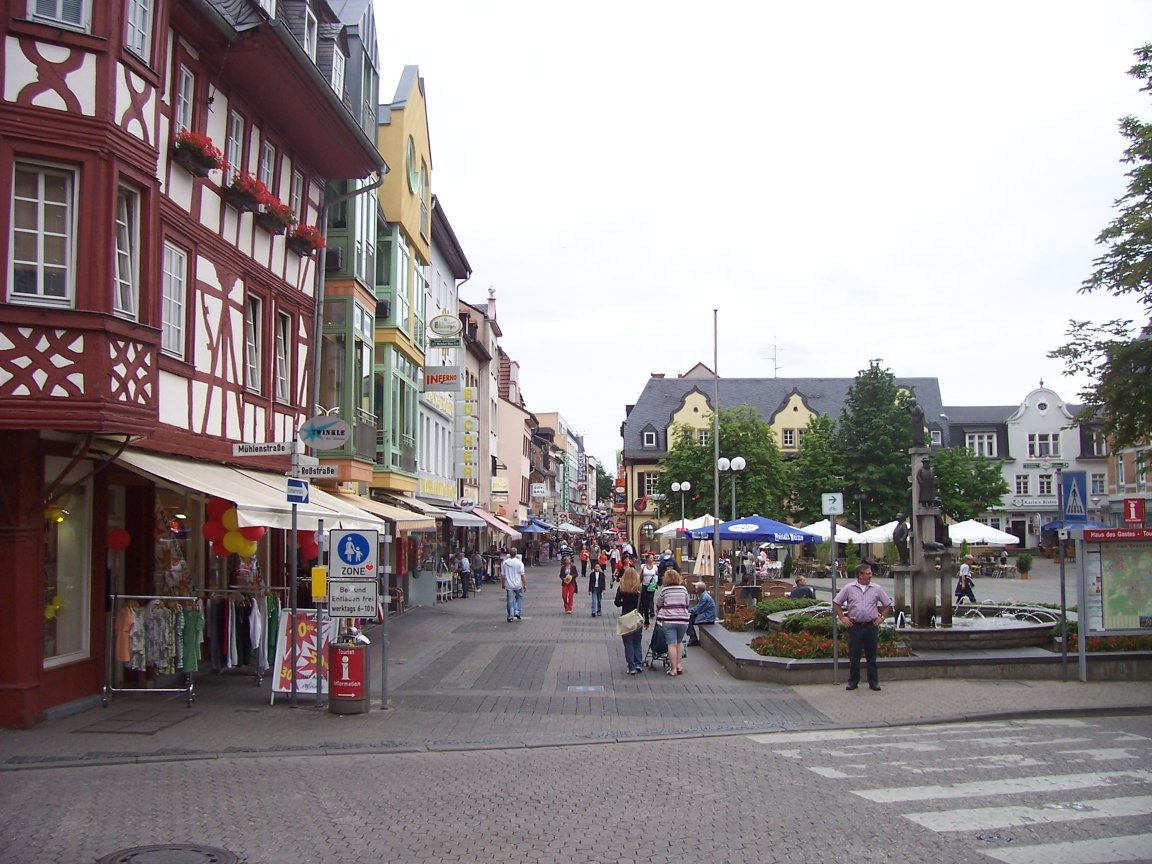

## أعلام
- بينجامين كيسيل
- مانويل فريدريش
- راينر شوبرت
- هاينريش كول
- جاكوب كيفر
- كونراد فراي
- برونو كاستنر
- إيكهارد كريستيان
- غوتفريد ويبر
- بيير ميركل